# Zastava M77
La Zastava M77 es una ametralladora ligera de 7,62 mm desarrollada y fabricada por Zastava Arms. El diseño de la M77 está basado en los fusiles AK-47 de la URSS.

## Descripción
La Zastava M77 dispara el cartucho 7,62 x 51 OTAN. Es accionada por gas, enfriada por aire, alimentada mediante un cargador y de fuego selectivo, con culata fija o plegable. Tiene un sistema de gas ajustable con tres posiciones, que le permite instalar un silenciador.
Entre 2014 y 2015 se exportó a Estados Unidos la variante M77PS. Es una versión semiautomática de la Zastava M77, con una culata de polímero con agujero para el pulgar y cargador de 10 cartuchos.

### Accesorios
- Bayoneta
- Adaptador para disparar cartuchos de fogueo
- Kit de limpieza
- Aceitera
- Baqueta
- Correa portafusil
- 4 cargadores de 20 cartuchos